# Camice bianco

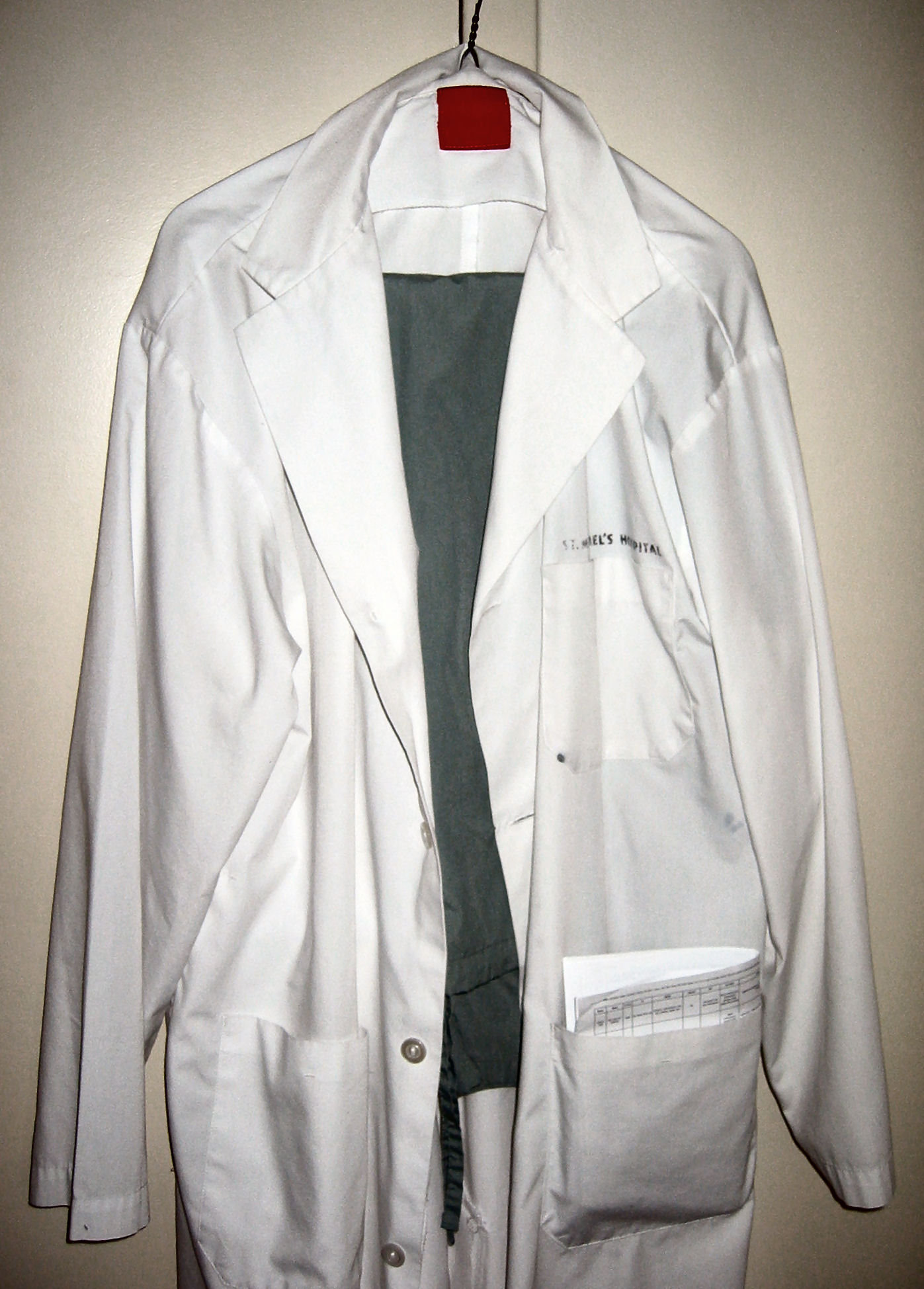
Un camice bianco di uso ospedaliero.

Il camice bianco, o camice da laboratorio, o semplicemente camice, è un indumento professionale utilizzato principalmente in ambito sanitario e scientifico da  medici, chimici, biologi, farmacisti, infermieri, fisici medici, tecnici di laboratorio ed altre figure professionali sanitarie, ma anche in altri contesti lavorativi per rispondere a particolari esigenze igieniche e di pulizia, come nei laboratori chimici, fisici e microbiologici o nei laboratori dove viene praticata la pittura.